# گمینا زدونه (استان ووتسکی)
گمینا زدونه (استان ووتسکی) (به لهستانی:  Gmina Zduny) یک گمینا در لهستان است که در شهرستان وویچ واقع شده‌است. گمینا زدونه ۱۲۸٫۵۳ کیلومتر مربع مساحت و ۶٬۰۹۸ نفر جمعیت دارد.